# Andrzej Przyłębski
Andrzej Przyłębski (ur. 14 maja 1958 w Chmielniku) – polski filozof, profesor nauk humanistycznych, tłumacz, kulturoznawca i dyplomata, w latach 2016–2022 ambasador RP w Niemczech. Od 2023 do 2024 dyrektor Instytutu De Republica.

## Życiorys
Po ukończeniu Liceum Ogólnokształcącego w Kole studiował filozofię i nauki społeczne na Uniwersytecie im. Adama Mickiewicza w Poznaniu. Pracę magisterską (obronioną w 1982) poświęcił Martinowi Heideggerowi. Na Wydziale Nauk Społecznych w połowie lat 80. był asystentem w Zakładzie Historii Filozofii w Instytucie Filozofii. Doktoryzował się w Instytucie Filozofii UAM w 1987 dysertacją o Emilu Lasku. Od tego czasu był adiunktem w Zakładzie Historii Filozofii Współczesnej.
W latach 1979–1980 zarejestrowany jako tajny współpracownik Służby Bezpieczeństwa PRL o pseudonimie „Wolfgang” (nr rejestracyjny: KWMO Konin 3889/1979). Sam Przyłębski zaprzeczył współpracy. Pojawiły się wątpliwości co do zgodności z prawdą złożonego przez niego oświadczenia lustracyjnego, jednak decyzją z 25 sierpnia 2017 prokurator Oddziałowego Biura Lustracyjnego IPN w Krakowie uznał, że w sprawie oświadczenia złożonego przez Andrzeja Przyłębskiego nie zachodzi wątpliwość co do jego zgodności z prawdą w rozumieniu art. 52e ustawy o IPN – KŚZpNP z 18 grudnia 1998. Uznał tym samym, że brak podstaw do skierowania tej sprawy do sądu. Podstawą tego rozstrzygnięcia było uznanie, że pomimo iż doszło do podpisania zobowiązania do współpracy z SB i przyjęcia przez lustrowanego pseudonimu, nie występują przesłanki przesądzające o współpracy – przede wszystkim brak jest przesłanki materializacji i tajności. W 1991 podjął współpracę z Urzędem Ochrony Państwa.
W latach 1991–1992 pracował, jako stypendysta bońskiej Fundacji Alexandra von Humboldta, pod kierunkiem Hansa-Georga Gadamera i Reinera Wiehla na Uniwersytecie Heidelberskim nad habilitacją na temat Szkoły Badeńskiej (zwieńczeniem tych badań była monografia pt. „W poszukiwaniu królestwa filozofii: z dziejów neokantyzmu badeńskiego”, która ukazała się w 1994 w poznańskim Wydawnictwie Naukowym UAM). W 1994 pracował jako stypendysta Konferencji Rektorów Niemieckich Akademii Nauk w Berlinie, pod kierunkiem Volkera Gerhardta nad hermeneutyczną teorią historii. W 1995 otrzymał stypendium IWM w Wiedniu, gdzie dokonał przekładu „Filozofii pieniądza”, fundamentalnego dzieła Georga Simmla. W latach 1993–1996 był wicedyrektorem IF UAM, zaś w latach 1996–2001 – pełnił funkcję radcy Ambasady RP w Niemczech (jako attaché ds. kultury i nauki).
Po powrocie na UAM został w 2002 profesorem tego Uniwersytetu, a w 2009 otrzymał z rąk prezydenta Lecha Kaczyńskiego tytuł profesorski. W 2003 oraz latach 2006–2007 był profesorem filozofii na Technische Universität Chemnitz. W 2011 przeszedł z Instytutu Filozofii UAM do Instytutu Kulturoznawstwa UAM. W latach 2004–2010 był wiceprezydentem International Hegel Society oraz współwydawcą Hegel-Jahrbuch, zaś od 2010 zasiada w Radzie Naukowej tego towarzystwa. Od 2010 jest wiceprezesem Polskiego Towarzystwa Fenomenologicznego, a także (od 2004) redaktorem naczelnym pisma „Fenomenologia”, organu tego towarzystwa. W latach 2003–2011 był członkiem Komitetu Nauk Filozoficznych PAN, a w latach 2012–2016 był członkiem Zespołu Interdyscyplinarnego ds. Upowszechniania Nauki w MNiSW.
Był członkiem Związku Socjalistycznej Młodzieży Polskiej. Należy do twórców Akademickiego Klubu Obywatelskiego im. Prezydenta Lecha Kaczyńskiego w Poznaniu oraz zarejestrowanego w Warszawie Stowarzyszenia Twórców dla Rzeczypospolitej. W 2018 minister spraw zagranicznych powołał go do Rady Naukowej PISM.
W latach 2010–2016 zasiadał w Radzie Programowej publicznego Radia Merkury w Poznaniu (w drugiej kadencji był wiceprzewodniczącym Rady). Zasiada również w radach naukowych polskich pism filozoficznych, takich jak: Przegląd Filozoficzny, Principia, Diametros, Analiza i Egzystencja oraz niemieckiego czasopisma Allgemeine Zeitschrift für Philosophie.
W październiku 2015 został członkiem Narodowej Rady Rozwoju powołanej przez prezydenta Andrzeja Dudę. Był w niej koordynatorem Sekcji Polityki Zagranicznej. Wszedł również w skład rady programowej kongresu Polska Wielki Projekt.
W lipcu 2016 powołany na stanowisko ambasadora RP w Niemczech. Urzędowanie zakończył 31 stycznia 2022.
Podczas pełnienia misji w Berlinie publicznie zarzucał prezydentowi Niemiec niezrozumienie sytuacji w Polsce, niemieckim mediom antypolskie fobie, oskarżył prezesa niemieckiego Trybunału Konstytucyjnego o przedstawianie Polski jako państwa autorytarnego, a w październiku przekonywał fundację w Lipsku, która przyznała pisarzowi Tomaszowi Piątkowi Nagrodę Wolności i Przyszłości Mediów, do rezygnacji z tego wyboru, który Przyłębski postrzegał jako atak na rząd i demokrację w Polsce. Zarzucał mainstreamowym mediom niemieckim brak dziennikarskiej rzetelności i wnikliwości w relacjonowaniu na temat Polski.
Od lutego 2023 do stycznia 2024 piastował stanowisko dyrektora Instytutu De Republica. W latach 2022–2023 zasiadał w radach naukowych Instytutu Strat Wojennych im. Jana Karskiego oraz Instytutu Rozwoju Języka Polskiego im. św. Maksymiliana Marii Kolbego, gdzie pełnił funkcję przewodczącego rady.

## Życie prywatne
Syn Mariana. Żonaty z Julią Przyłębską (córką Wolfganga Żmudzińskiego), wybraną 2 grudnia 2015 na stanowisko sędziego Trybunału Konstytucyjnego, i od 21 grudnia 2016 do 29 listopada 2024 roku pełniącą funkcję jego prezesa. Ma dwóch synów i pięcioro wnucząt. W chwilach wolnych od pracy i lektury uprawia sport (był dwukrotnie mistrzem UAM w tenisie) oraz muzykę (w młodości grał w zespole rockowym).

## Profil naukowy
Badania filozoficzne rozpoczął od studiów nad myślą Heideggera. Ich rozwinięciem były prace dotyczące neokantyzmu południowo-zachodnio-niemieckiego (tzw. Szkoła Badeńska), w szczególności Heinricha Rickerta, u którego Heidegger studiował i Emila Laska, którego pracami się inspirował. W monografii poświęconej E. Laskowi, Przyłębski odsłonił liczne neokantowskie zapośredniczenia ontologii fundamentalnej.
Badania prowadzone w Heidelbergu, pod kierunkiem Gadamera i Wehla, skierowały jego uwagę na hermeneutykę, której poświęcił swe główne dzieła. Filozofię tę rozumie Przyłębski jako pewne nowe stanowisko teoretyczne, którego podstawą jest kategoria rozumienia, jej założenia i konsekwencje. Taką właśnie filozofię rozwija, w nawiązaniu do Heideggera, Diltheya, Gadamera i Ricoeura, przeciwstawiając się poglądowi o postmodernistycznym charakterze filozofii hermeneutycznej. W krytycznym sporze z post-strukturalizmem i dekonstrukcją, w dialogu z anglosaskimi filozofami języka (Wittgenstein, Searle) oraz niektórymi hermeneutami (Fellmann) rozwija Przyłębski nową wersję filozofii hermeneutycznej, nawiązującej do programów: filozofii życia (Simmel, Dilthey) i filozofii kultury (Cassirer, Znaniecki). Elementami tej nowej koncepcji są rozprawy poświęcone hermeneutycznemu zwrotowi współczesnej filozofii, hermeneutycznej antropologii, etyce z hermeneutycznego punktu widzenia oraz hermeneutycznej filozofii polityczności.
W ostatnich latach ważna część jego badań naukowych poświęcona była klasycznej filozofii niemieckiej, a szczególnie koncepcjom etycznym i społeczno-politycznym Hegla, Kanta i Fichtego. Odnowił też polskie badania nad myślą Floriana Znanieckiego, przygotowując do druku tom wykładów jej poświęconych.

## Publikacje naukowe
Zredagował (lub współredagował) ponad 20 prac zbiorowych, w tym 6 roczników pisma Hegel-Jahrbuch, napisał 12 książek oraz ok. 100 artykułów naukowych:
- Emila Laska logika filozofii, Wyd. Nauk. UAM, Poznań 1990.
- W poszukiwaniu królestwa filozofii. Z dziejów neokantyzmu badeńskiego, Wyd. Nauk. UAM, Poznań 1994.
- Hermeneutyczny zwrot filozofii, Wyd. Nauk. UAM Poznań 2004.
- Gadamer, Wiedza Powszechna, Warszawa 2006.
- Etyka w świetle hermeneutyki, Oficyna Naukowa Warszawa 2010.
- Duch czy życie? Studia i szkice z filozofii niemieckiej, WNS UAM, Poznań 2011.
- Dlaczego Polska jest wartością. Wprowadzenie do hermeneutycznej filozofii polityki, Wyd. Poznańskie 2013 (wyd. rozszerzone; Wyd. Zysk i S-ka, Poznań 2018).
- Sense, Meaning and Understanding. Towards a Systematic Hermeneutical Philosophy, Wyd. LIT Verlag, Berlin 2013.
- Krytyka rozumu hermeneutycznego, Preliminaria, Kraków 2016.
- Ethics in the Light of Hermeneutical Philosophy, Wyd. LIT Verlag, Berlin 2017.
- Hermeneutyka. Od sztuki interpretacji do teorii i filozofii rozumienia, Wydawnictwo Zysk i S-ka, Poznań 2019.
- Abschied von Berlin. Reden, Vorträge, Interviews, Wydawnictwo Zysk i S-ka, Poznań 2021.

Przełożył również 4 książki z języka niemieckiego oraz jedną z angielskiego (dokonał także przekładu dziesiątków art. naukowych):
- Hans-Georg Gadamer, Dziedzictwo Europy, Wyd. Spacja, Warszawa 1991
- R. H. Popkin/A. Stroll, Filozofia, Wyd. Zysk i S-ka, Poznań 1994 (wspólnie z J. Karłowskim i N. Leśniewskim).
- Georg Simmel, Filozofia pieniądza (z filozoficznym komentarzem), Wyd. Humaniora, Poznań 1998.
- Ernst Troeltsch, Religia, kultura, filozofia (z krytycznym wprowadzeniem), Wyd. Poznańskie, seria: Poznańska Biblioteka Niemiecka, Poznań 2006.
- Hans-Georg Gadamer, Wybór pism, w: A. Przyłębski, Gadamer, Wiedza Powszechna, Warszawa 2006, s. 141–271.
- Hans-Georg Gadamer, O skrytości zdrowia, Wyd. Media Rodzina, Poznań 2011.